# Bernard Hantke

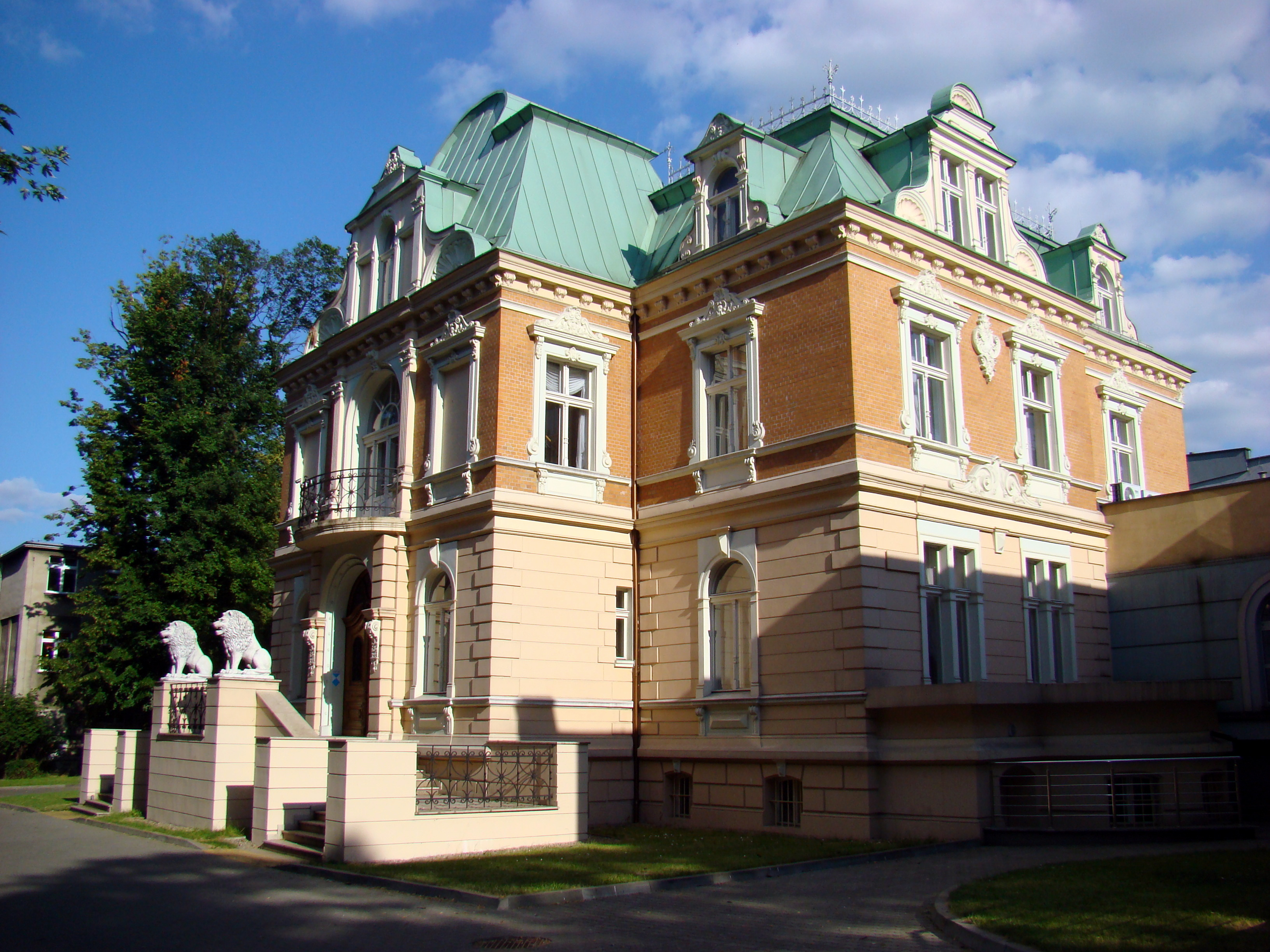
Pałacyk Bernarda Hantkego w Częstochowie

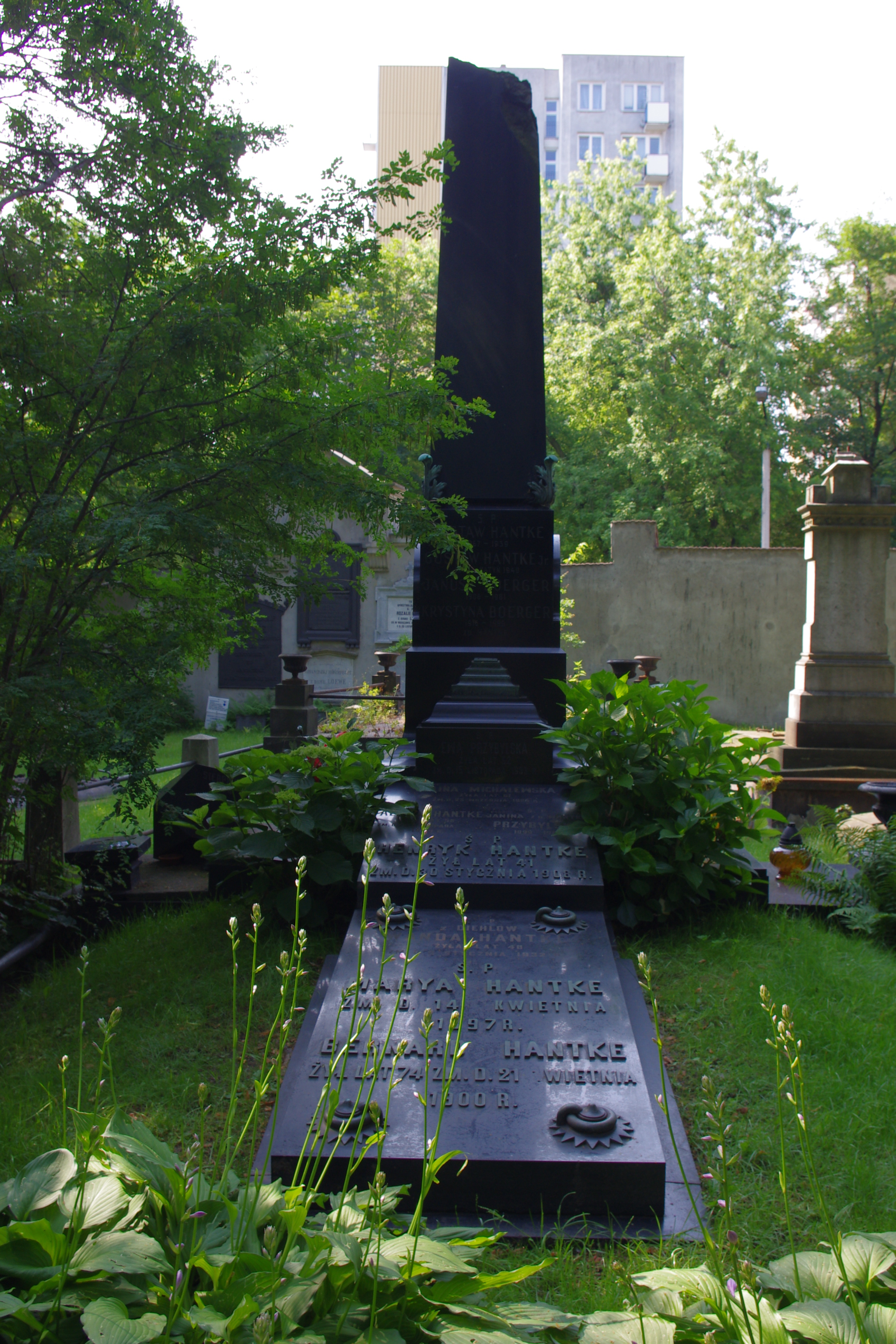
Grób przemysłowca Bernarda Hantke (1826–1900) i przemysłowca Gustawa Aleksandra Hantke (1868–1939) na cmentarzu reformowanym przy ul. Żytniej w Warszawie

Bernard Ludwik Hantke (ur. 2 października 1826 w Warszawie, zm. 21 kwietnia 1900) – polski przemysłowiec żydowskiego pochodzenia, założyciel Huty Częstochowa.

## Życiorys
Urodził się w Warszawie w żydowskiej rodzinie przybyłej z Poznania w XVIII wieku, jako syn kupca Adolfa (1796–1859) i Anny Karoliny Kohen (1804–1830).
Ukończył studia w Instytucie Rolniczym, kształcąc się w dziedzinie rolnictwa, pracował jako administrator dóbr ziemskich. W 1851 roku wydał Przewodnik dla mniejszych i większych plantatorów buraków. W 1860 roku został jednym z właścicieli nowo powstałej fabryki narzędzi rolniczych, wchodząc w spółkę z Augustem Rephanem i braćmi Scholtze. W 1866 roku przedsiębiorstwo, zmieniwszy profil produkcyjny, przyjęło nazwę Fabryka Machin, Kotłów Parowych i Wszelkich Odlewów p.f. „Bracia Scholtze i B. Hantke”. W 1870 roku otworzył fabrykę gwoździ, drutu, łańcuchów i narzędzi ogrodniczych, przekształcając ją w 1882 roku w spółkę akcyjną. Sprzedał dużą część udziałów górnośląskiemu koncernowi Oberschlesische Eisenindustrie AG für Bergbau und Hüttenbetrieb zu Gleiwitz. Jego fabryka była pierwszą w Królestwie Polskim, w której zainstalowano elektryczność. W 1874 roku został sędzią handlowym. Był dziedzicem dóbr Drybus. W końcu lat 80. XIX wieku otworzył zakłady metalowe w Imperium Rosyjskim, które znajdowały się w Jekaterynosławiu i Saratowie. Założył także w połowie lat 90. XIX w. Towarzystwo B. Hantke, które zakupiło tereny majątku paulińskiego w regionie częstochowskim, gdzie rozwijało się wówczas górnictwo rud żelaza oraz hutnictwo. Hantke zbudował, rozpoczynając prace w 1897 roku, hutę żelaza w Częstochowie, zlokalizowaną we wsi Raków. Z jego inicjatywy zbudowano w latach 1900–1903 rezydencję w stylu neobarokowym, tzw. pałacyk Hantkego.
Dokonał konwersji na kalwinizm, dokładna data tego zdarzenia nie jest znana.

## Życie prywatne
Był dwukrotnie żonaty, po raz pierwszy z Reginą Rosen (1835–1856), a po raz drugi z Marią Zofią Regenhart (1842–1897).
Z pierwszego małżeństwa miał dwóch synów:
Aleksandra (1853–1870) i Józefa Leopolda (ur. 1855).
Z drugiego małżeństwa miał sześcioro dzieci:
1. Zofię Marię (1861–1923),
2. Tadeusza (1863–1927), ziemianina, właściciela dóbr Koźminek
3. Wandę Henriettę (1865–1936), żonę Jana Rosena, matkę Jana Henryka Rosena,
4. Henryka (1867–1908),
5. Gustawa Aleksandra (1868–1939)
6. Alfreda Bernarda (1871–1929) przemysłowca[2], zięcia Aleksandra Bandtkie-Stężyńskiego.

Zmarł 21 kwietnia 1900 roku i został pochowany w grobowcu rodzinnym na cmentarzu ewangelicko-reformowanym w Warszawie (kwatera I-4-1).
W 2014 roku jego imieniem nazwano jedną z bezimiennych dotychczas ulic w rejonie częstochowskiej huty.